# Verneuil-le-Château
Verneuil-le-Château è un comune francese di 152 abitanti situato nel dipartimento dell'Indre e Loira nella regione del Centro-Valle della Loira che nel 2009 aveva 152 abitanti, passati a 146 nel 2012.

## Storia

### Simboli
Lo stemma è stato adottato il 18 novembre 2014 e rappresenta l'antico castello, ora non più esistente, e un pastorale	 simbolo di sant'Ilario, vescovo di Poitiers, patrono della parrocchia locale.

## Società

### Evoluzione demografica
Abitanti censiti